# Kreditni rejting
Kreditni rejting procjena je kreditnog rizika budućeg dužnika (pojedinca, tvrtke, grada ili vlade), predviđajući njihovu sposobnost da vrate dug, te implicitnu prognozu vjerojatnosti da dužnik ne ispuni obveze. Kreditni rejting predstavlja ocjenu agencije za kreditni rejting na temelju kvalitativnih i kvantitativnih informacija o potencijalnom dužniku, uključujući informacije koje je dao potencijalni dužnik i druge nejavne informacije koje su dobili analitičari agencije za kreditni rejting.
Kreditno izvješćivanje (ili kreditni rezultat) – podskup je kreditnog rejtinga – to je numerička procjena kreditne sposobnosti pojedinca koju obavlja kreditni ured ili agencija za izvještavanje o kreditnoj sposobnosti potrošača.
Suvereni kreditni rejting je kreditni rejting suverenog entiteta, kao što je nacionalna vlada. Suvereni kreditni rejting ukazuje na razinu rizika ulagačkog okruženja zemlje i koriste ga ulagači kada žele ulagati u određene jurisdikcije, a također uzima u obzir politički rizik.
Tablica „rangiranja rizika država” prikazuje deset najmanje rizičnih zemalja za ulaganja od siječnja 2018. Ocjene su dalje raščlanjene na komponente uključujući politički rizik i ekonomski rizik. Dvogodišnji Euromoneyjev indeks rizika zemlje prati političku i gospodarsku stabilnost 185 suverenih zemalja, a Singapur se pojavljuje kao najmanje rizična zemlja od 2017. – također je jedna od rijetkih zemalja u svijetu, kao i jedina u Aziji koja je postigla AAA suvereno kreditno rangiranje svih velikih kreditnih agencija.
Rezultati su prije svega usredotočeni na ekonomiju, posebno rizik neplaćanja države ili rizik neplaćanja za izvoznike (također poznat kao rizik trgovinskog kreditiranja). A. M. Best definira „rizik zemlje” kao rizik da bi čimbenici specifični za zemlju mogli nepovoljno utjecati na osiguratelja.
Najpoznatije agencije za ocjenu kreditnoga rejtinga su: Standard&Poor's, Moody's i Fitch.
| Rang | Promjena ranga | Država     | Ukupna ocjena |
| ---- | -------------- | ---------- | ------------- |
| 1    | -              | Singapur   | 88.6          |
| 2    | -              | Norveška   | 87.66         |
| 3    | -              | Švicarska  | 87.64         |
| 4    | -              | Danska     | 85.67         |
| 5    | ▲2             | Švedska    | 85.59         |
| 6    | ▼1             | Luksemburg | 83.85         |
| 7    | ▼1             | Nizozemska | 83.76         |
| 8    | ▲4             | Finska     | 83.1          |
| 9    | -              | Kanada     | 82.98         |
| 10   | ▲1             | Australija | 82.18         |